# Крейн (округ)
Округ Крейн (англ. Crane county) — округ штата Техас Соединённых Штатов Америки. На 2000 год в нем проживало 3996 человек. По оценке бюро переписи населения США в 2008 году население округа составляло 4017 человек. Окружным центром является город Крейн.

## История
Округ Крейн был сформирован в 1887 году из участка округа Том-Грин. Он был назван в честь Кэри Крейна, президента университета Бэйлора.

## География
По данным бюро переписи населения США площадь округа Крейн составляет 2035 км², из которых 2035 км² — суша, а 0 км² — водная поверхность (0,01 %).